# Gvardiske (Simferòpol)
|  | Per a altres significats, vegeu «Gvardiske». |

Gvardiske (en ucraïnès: Гвардійське, en rus: Гвардейское, Gvardéiskoie) és un assentament de tipus urbà (un possiólok) de la República Autònoma de Crimea a Ucraïna, que el 2021 tenia 12.209 habitants. Pertany al districte de Simferòpol.